# Chawłodno
Chawłodno – wieś w Polsce, położona w województwie wielkopolskim, w powiecie wągrowieckim, w gminie Gołańcz.
W latach 1975–1998 miejscowość administracyjnie należała do województwa pilskiego.

## Integralne części wsi
| SIMC    | Nazwa       | Rodzaj    |
| ------- | ----------- | --------- |
| 1008950 | Podjeziorze | część wsi |

## Historia
Miejscowość w zlatynizowanej formie Gavlodovo wymieniona jest w łacińskim dokumencie z 1282 roku sygnowanym przez legata apostolskiego Filipa Firmanusa.